# Ažušilės-Didžiagirio apylinkės
Ažušilės-Didžiagirio apylinkės este o arie protejată (sit de importanță comunitară — SCI) din Lituania întinsă pe o suprafață de 541,5 ha, integral pe uscat.

## Localizare
Centrul sitului Ažušilės-Didžiagirio apylinkės este situat la coordonatele 55°19′46″N 26°17′34″E / 55.3294°N 26.2928°E.

## Înființare
Situl Ažušilės-Didžiagirio apylinkės a fost declarat sit de importanță comunitară în decembrie 2020 pentru a proteja 1 specie de plante.

## Biodiversitate
Situată în ecoregiunea boreală, aria protejată conține 5 habitate naturale: Lacuri eutrofice naturale cu vegetație de tip Magnopotamion sau Hydrocharition, Mlaștini turboase de tranziție și turbării mișcătoare, Păduri caducifoliate bătrâne naturale hemiboreale fino-scandinave (Quercus, Tilia, Acer, Fraxinus sau Ulmus) bogate în specii epifite, Păduri fino-scandinave bogate în ierburi cu Picea abies, Păduri caducifoliate de mlaștină fino-scandinave.
La baza desemnării sitului se află o specie protejată de  plante: otrățelul bălților (Aldrovanda vesiculosa).